# گائتانو دی ونتیمیا
گائتانو دی ونتیمیا (ایتالیایی: Gaetano di Ventimiglia؛ ۱۸۸۸ – ۱۹۷۳) یک فیلم‌بردار اهل ایتالیا بود.

## بخشی از فیلمشناسی
- پله‌ژر گاردن (۱۹۲۵)
- عقاب کوهستان (۱۹۲۶)
- مستأجر: داستان لندن مه‌آلود (۱۹۲۷)
- پزشک (۱۹۲۸)